# Província de Tokachi
Tokachi (十勝国, Tokachi no kuni) foi uma breve província do Japão em Hokkaidō.  Corresponde à atual subprefeitura de Tokachi.

## História
- 15 de agosto de 1869: Tokachi estabelecida com 7 distritos
- 1872: Censo aponta população de 1464 habitantes
- 1882: Províncias dissolvidas em Hokkaidō

## Distritos
- Hiroo (広尾郡)
- Tōbui (当縁郡) Dissolvido em 1º de abril de 1906 quando 3 vilas foram incorporadas à vila de Moyori (atualmente a cidade de Hiroo) no distrito de Hirō e duas vilas foram unidas à vila de Ōtsu no distrito de Tokachi
- Kamikawa (上川郡)
- Nakagawa (中川郡)
- Katō (河東郡)
- Kasai (河西郡)
- Tokachi (十勝郡)